# نيستور ميزا
نيستور ميزا (بالإسبانية: Néstor Meza)‏ هو مؤرخ وكاتب تشيلي، ولد في 1913 في Retiro, Chile ‏ في تشيلي، وتوفي في 1993 في سانتياغو في تشيلي.